# Techo verde

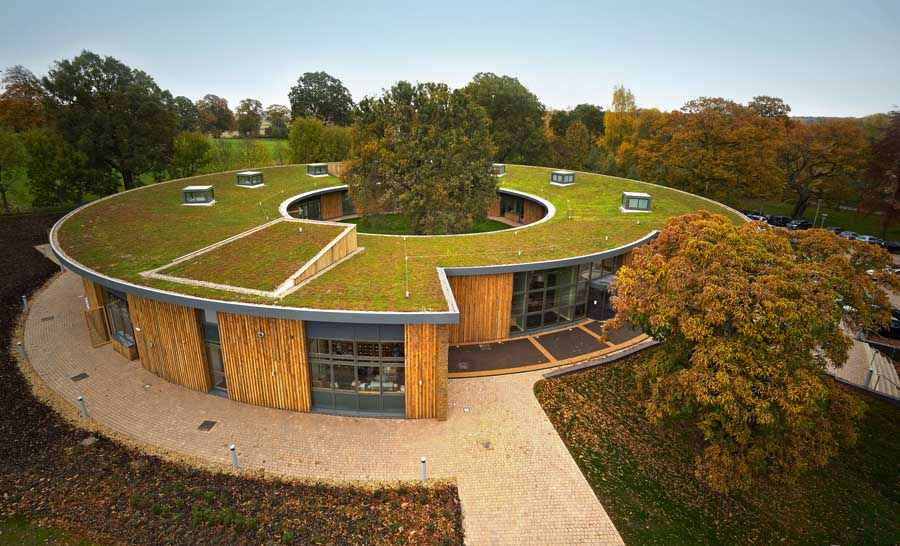
Techo verde de la central de la British Horse Society

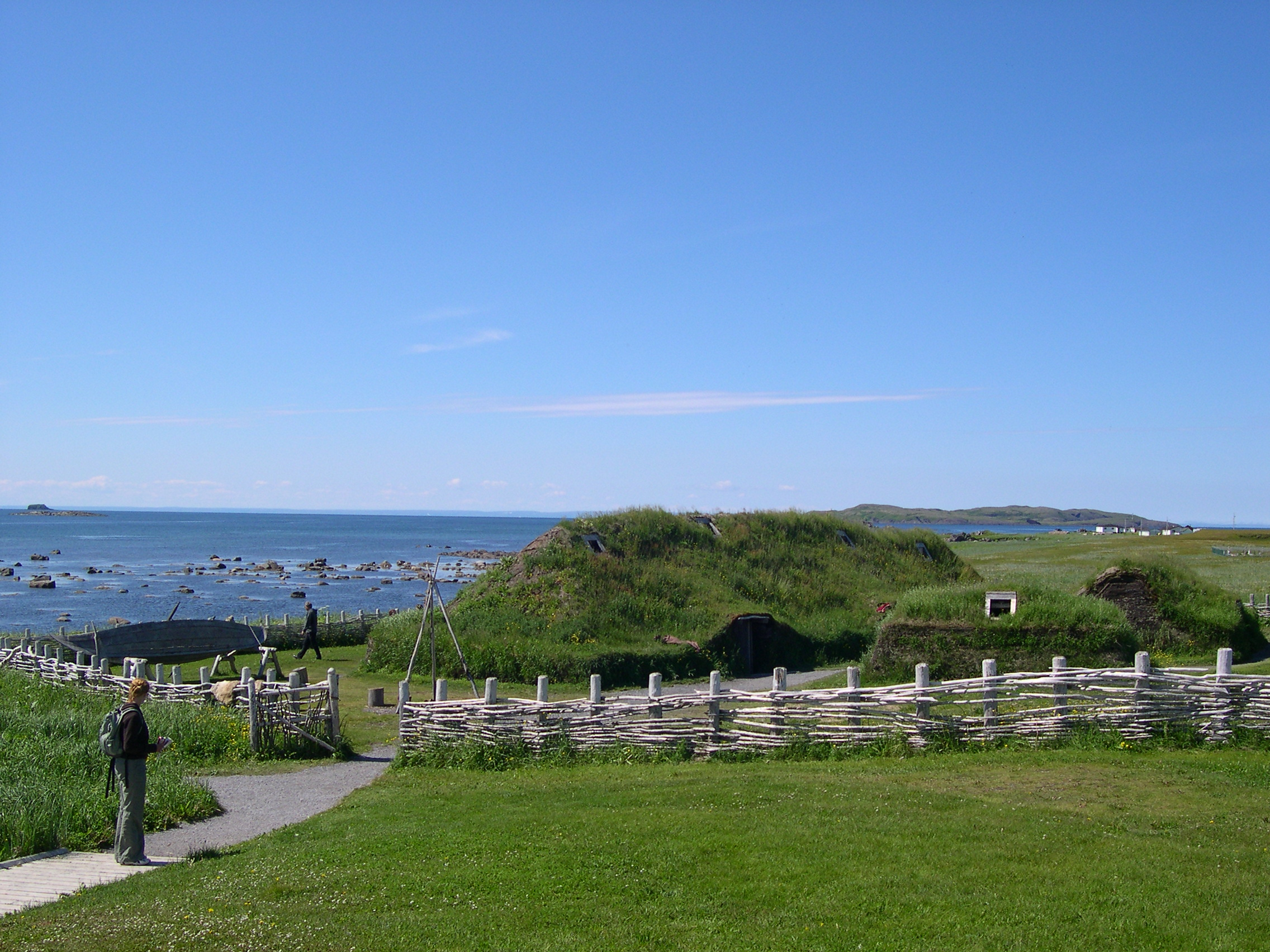
Reconstrucción de casas vikingas en la Isla de Terranova.

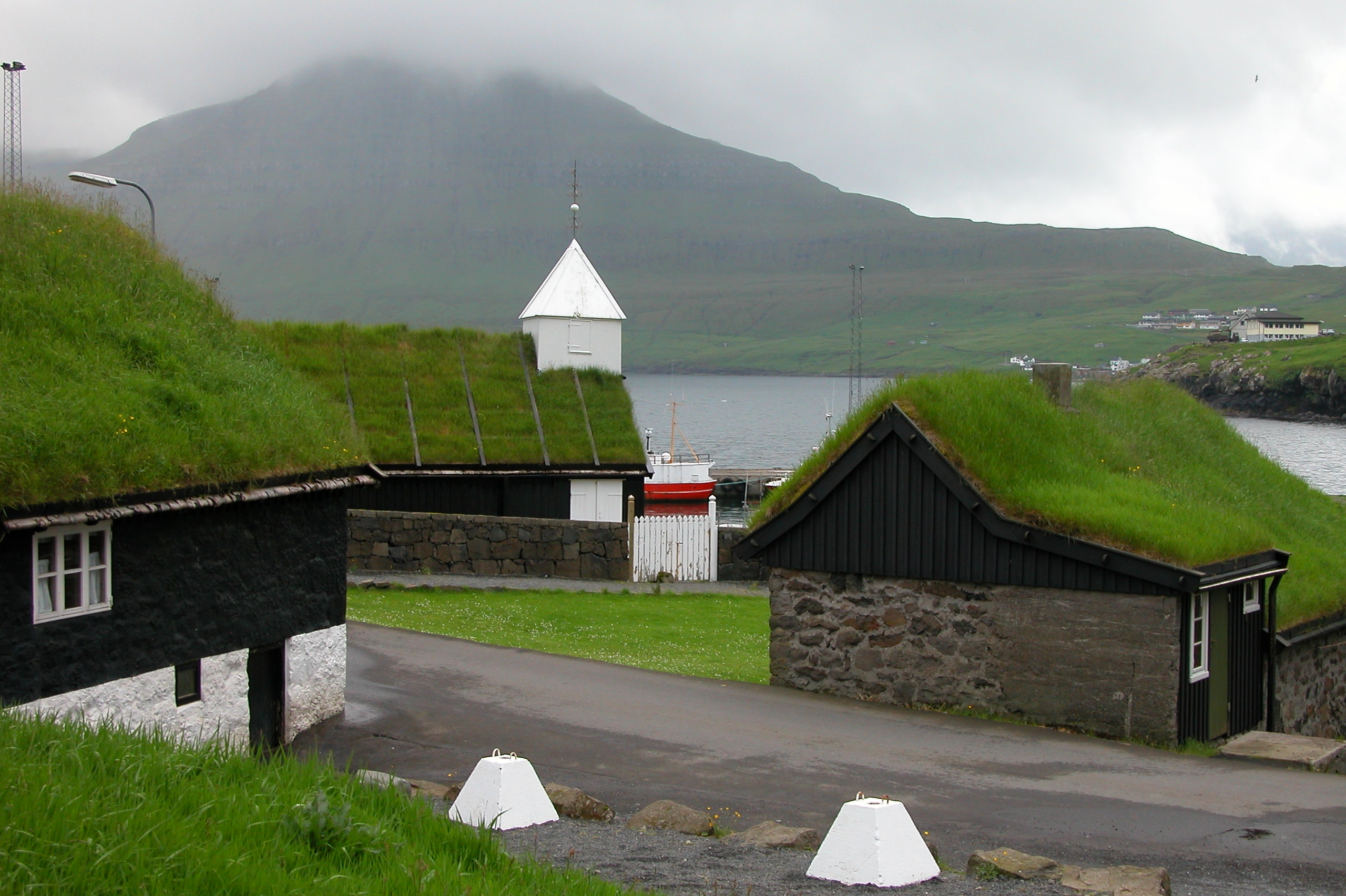
En las islas Feroe se ven muchos techos verdes tradicionales.

Un techo verde, cubierta ajardinada o techo vivo es el techo de un edificio que está parcial o totalmente cubierto de vegetación, ya sea en suelo o en un medio de cultivo apropiado, con una membrana impermeable. Puede incluir otras capas que sirven para drenaje e irrigación y como barrera para las raíces.
No se refiere a techos de color verde, como los de tejas de dicho color ni tampoco a techos con jardines en macetas. Se refiere en cambio a tecnologías usadas en los techos para mejorar el hábitat o ahorrar consumo de energía, es decir tecnologías que cumplen una función ecológica. Los estanques en las cubiertas son otra forma de techo verde utilizada para tratar las aguas grises. El techo verde está constituido por la vegentación, suelo, capas de drenaje, barreras de impermeabilización de la cubierta y el sistema de irrigación.
Los techos verdes son útiles de varias formas para el edificio, incluyendo la absorción del agua de lluvia, aislamiento, creación de un hábitat para la vida salvaje, lo cual incrementa la benevolencia y disminuye el estrés de las personas en los alrededores del techo ya que provee un panorama más placentero a la vista. También ayuda a disminuir la temperatura ambiental y mitiga el efecto de isla de calor. Los techos verdes son adecuados para proyectos de remodelación, así como para edificios nuevos y se pueden instalar en garajes pequeños o en edificios industriales, comerciales y municipales más grandes. Utilizan eficazmente las funciones naturales de las plantas para filtrar el agua y tratar el aire en paisajes urbanos y suburbanos. Hay dos tipos de cubiertas verdes: cubiertas intensivas, que son más gruesas, con una profundidad mínima de 12,8 cm (5 plg), y pueden soportar una variedad más amplia de plantas, pero son más pesadas y requieren más mantenimiento, y techos extensos, que son poco profundos, que varían en profundidad desde 2 cm (0,8 plg) a12,7 cm (5 plg), más livianos que los techos verdes intensivos y requieren un mantenimiento mínimo.
El término techo verde también se usa para indicar otras tecnologías "verdes", tales como paneles solares fotovoltaicos o módulos fotovoltaicos.
Otros nombres para los techos verdes son techos vivientes y techos ecológicos.

## Ventajas

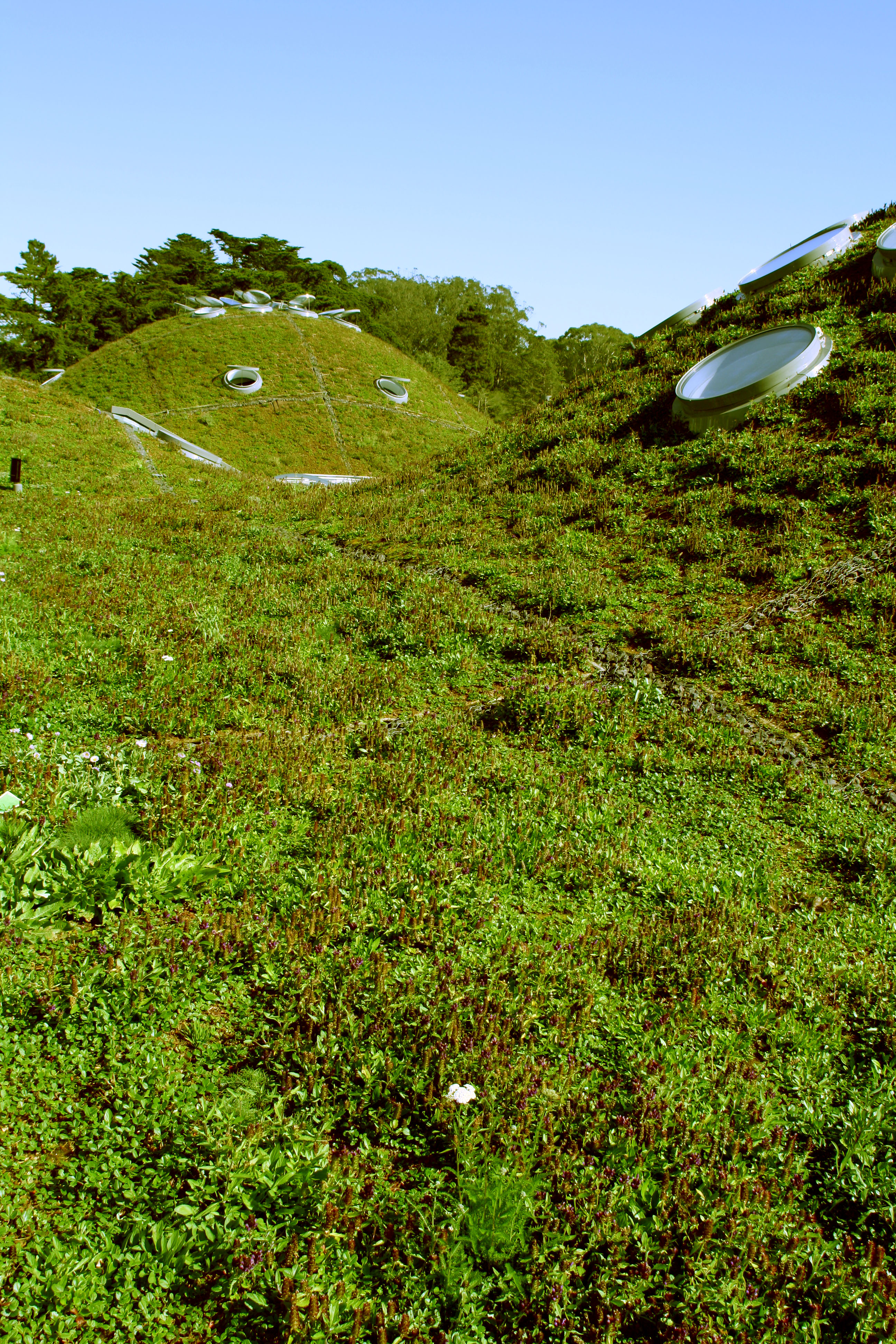
Un techo verde moderno (Academia de Ciencias de California). Construido para cuidado mínimo usando plantas no nativas bien resistentes al clima inhóspito de un techo.

Los techos verdes se pueden usar para:
- Cultivar frutas, verduras y flores.
- Mejorar la climatización del edificio.
- Prolongar la vida del techo.
- Reducir el riesgo de inundaciones
- Filtrar contaminantes y CO2 del aire; véase también Paredes de cultivo.
- Actuar como barrera acústica: el suelo bloquea los sonidos de baja frecuencia y las plantas los de alta frecuencia.
- Filtrar contaminantes y metales pesados del agua de lluvia.
- Proteger la biodiversidad de zonas urbanas.

Un techo verde es un componente clave de un edificio autónomo.
Un estudio realizado en 2005 por Brad Bass de la universidad de Toronto demostró que los techos verdes también pueden reducir la pérdida de calor y reducir el consumo de energía en invierno.
En un estudio reciente sobre el impacto de estructuras verdes en la zona de Mánchester los investigadores comprobaron que los techos verdes ayudaban a bajar las temperaturas especialmente en zonas urbanas: “agregar techos verdes a todas las estructuras puede tener efectos dramáticos en la temperatura de la superficie, manteniendo la temperatura por debajo de los promedios de los años 1961-1990… Los techos verdes tienen mayor impacto… donde la proporción de edificios es alta y la proporción de evaporación es baja. Por lo tanto la mayor diferencia ocurre en el centro de las poblaciones.”

## Tipos

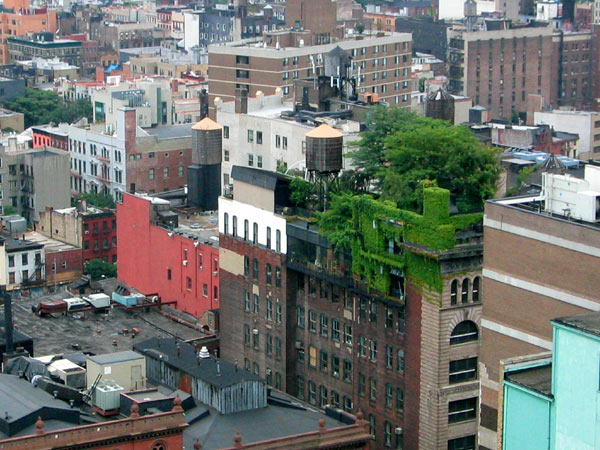
Un jardín intensivo de techo en Manhattan.

Los techos verdes pueden ser clasificados en intensivos, "semi-intensivos" o extensivos, según la profundidad del medio de cultivo y del grado de mantenimiento requerido. Los jardines en los techos tradicionales requieren un espesor de suelo considerable para cultivar plantas grandes y césped tradicional, se los considera "intensivos" porque requieren mucho trabajo, irrigación, abono y otros cuidados. Los techos intensivos son de tipo parque con fácil acceso y pueden incluir desde especias para la cocina a arbustos y hasta árboles pequeños. Los techos "extensivos", en cambio están diseñados para requerir un mínimo de atención, tal vez desmalezar una vez al año o una aplicación de abono de acción lenta para estimular el crecimiento. En general los techos extensivos se visitan sólo para su mantenimiento. Se los puede cultivar en una capa muy delgada de suelo; la mayoría usa una fórmula especial de compost o incluso de "lana de roca" directamente encima de una membrana impermeable. Esto puede proveer sustrato para musgos y especies como Sedum.
Otra distinción importante son los techos horizontales o con pendiente. El declive de estos últimos reduce el riesgo de mal drenaje del agua, si bien presenta también mayores problemas para mantener húmeda la tierra.

## Historia y usos

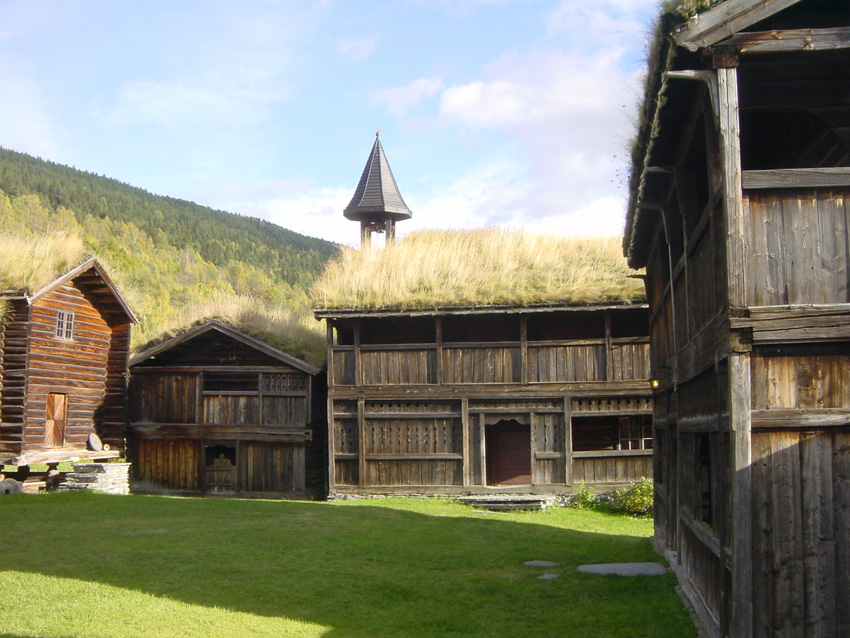
Techo de césped en una granja del en Heidal, Noruega.

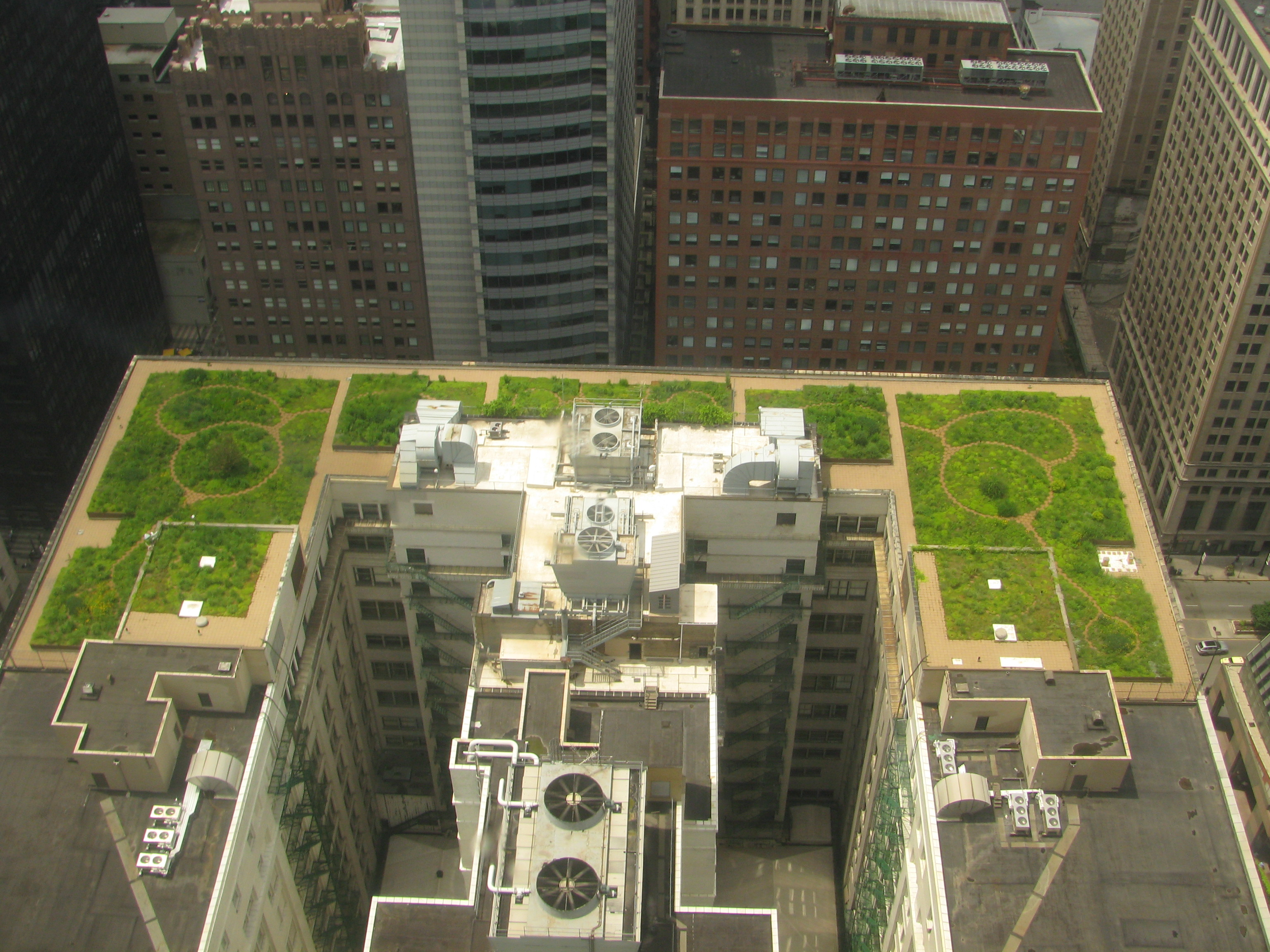
Techo verde de Chicago City Hall, Illinois.

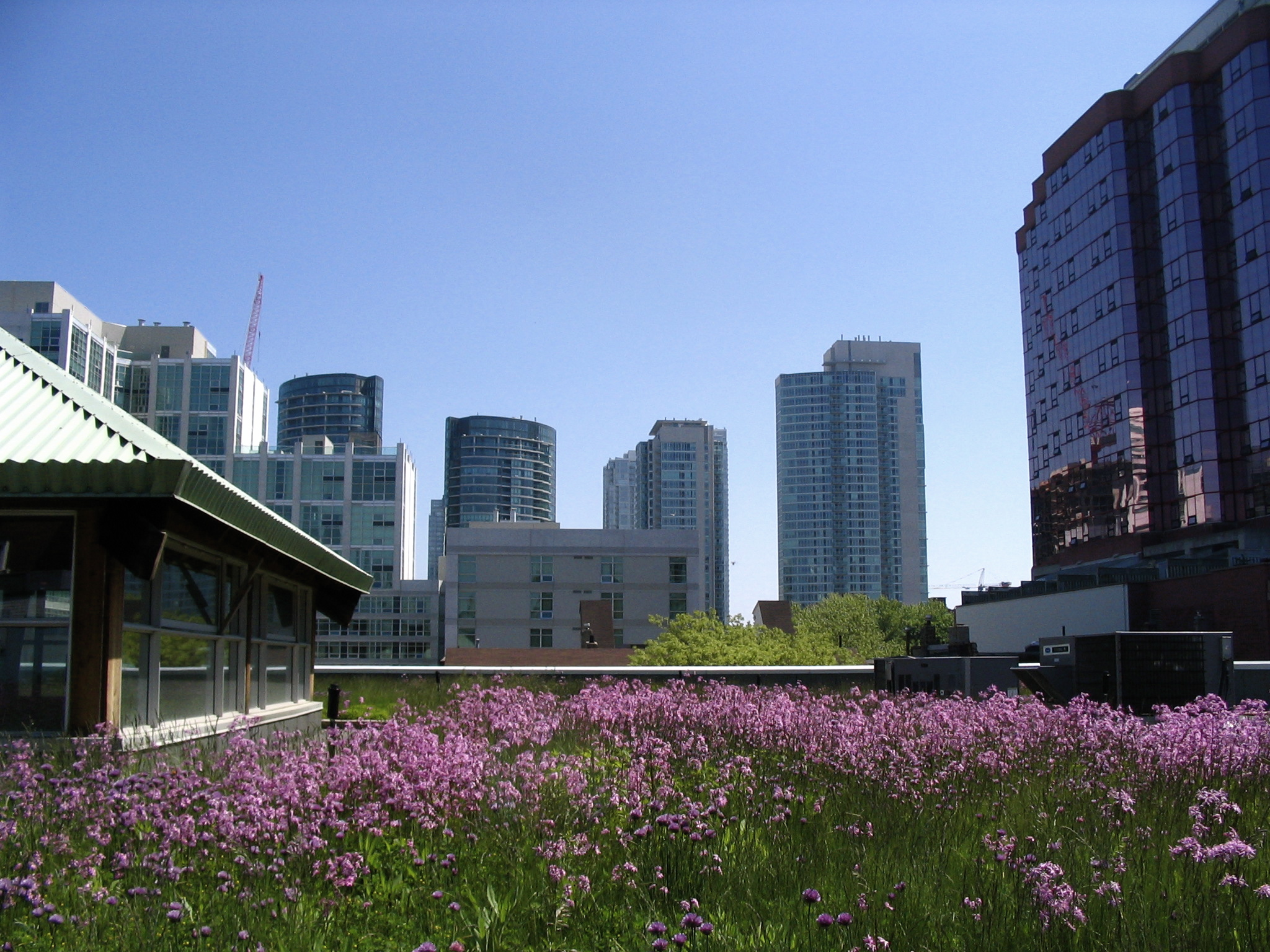
Techo verde de la tienda Mountain Equipment Co-op en Toronto, Canadá.

Los techos verdes modernos colocados deliberadamente para mantener vegetación en un medio de cultivo son un fenómeno relativamente reciente. Sin embargo los países escandinavos han usado techos de pasto por muchos siglos. La tendencia moderna comenzó cuando Alemania desarrolló los primeros en la década de 1960 y ahora se han difundido a muchos países. Se calcula que alrededor del 10% de los techos en Alemania son verdes. Se están volviendo populares en Europa y en menor grado en Estados Unidos.
Algunos países europeos, incluyendo Alemania, Suiza, Holanda, Hungría, Suecia y el Reino Unido, tienen asociaciones que fomentan los techos verdes. La ciudad de Linz en Austria paga a los constructores para que instalen techos verdes. En Suiza hay una ley federal sobre techos verdes. Gran Bretaña comenzó lentamente pero las políticas sobre este tema han cobrado gran vigor, especialmente en Londres y Sheffield.
En América Latina , específicamente en Chile, ya hay leyes para la construcción sustentable llamada Norma Chilena de Techos Verdes NCh3626-2020. 

### Combatir el efecto de isla de calor
Minimizar el llamado efecto isla de calor es otra razón importante para construir techos verdes. Los edificios tradicionales absorben la radiación solar y después la emiten en forma de calor, haciendo que las ciudades tengan temperaturas por lo menos 4 °C más altas que las zonas circundantes. En el techo del City Hall de Chicago la temperatura en días muy calientes suele ser 1,4 a 4,4 °C más baja que la de los edificios tradicionales circundantes.

## Ejemplos

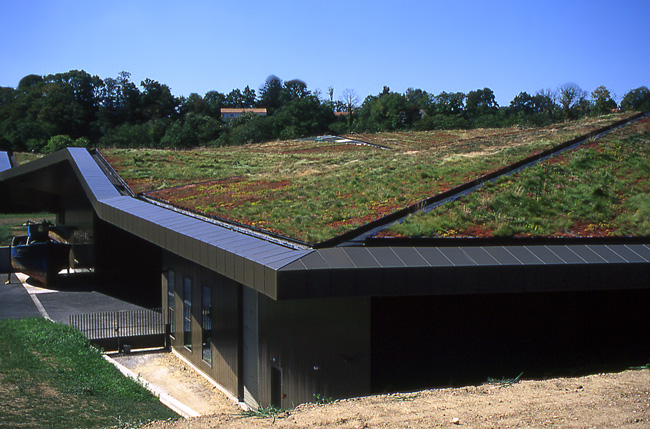
Techo verde plantado con especies nativas en L'Historial de la Vendée, un nuevo museo en Francia.

Suiza tiene uno de los techos verdes más antiguos de Europa, creado en 1919 en la planta de purificación de agua del lago Moos, Wallishofen, Zúrich. Sus tanques de filtración tienen techos de hormigón armado de 30.000 metros cuadrados. Para mantenerlos frescos y evitar el crecimiento de bacterias hay una capa de arenisca de 15 cm. Con capa aisladora de asfalto. Encima de esto hay un tipo de prado con plantas de numerosas especies, algunas de las cuales se encuentran extintas localmente.

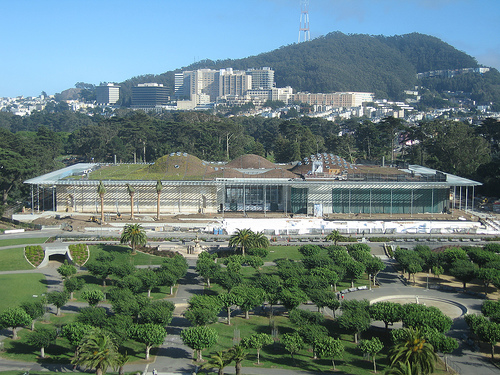
Techo ondulante de la Academia de Ciencias de California, en construcción en San Francisco.

En Francia hay un enorme techo verde de 8.000 m² que ha sido incorporado dentro del nuevo museo L'Historial de la Vendée que se inauguró en junio de 2006 en Les Lucs-sur-Boulogne.

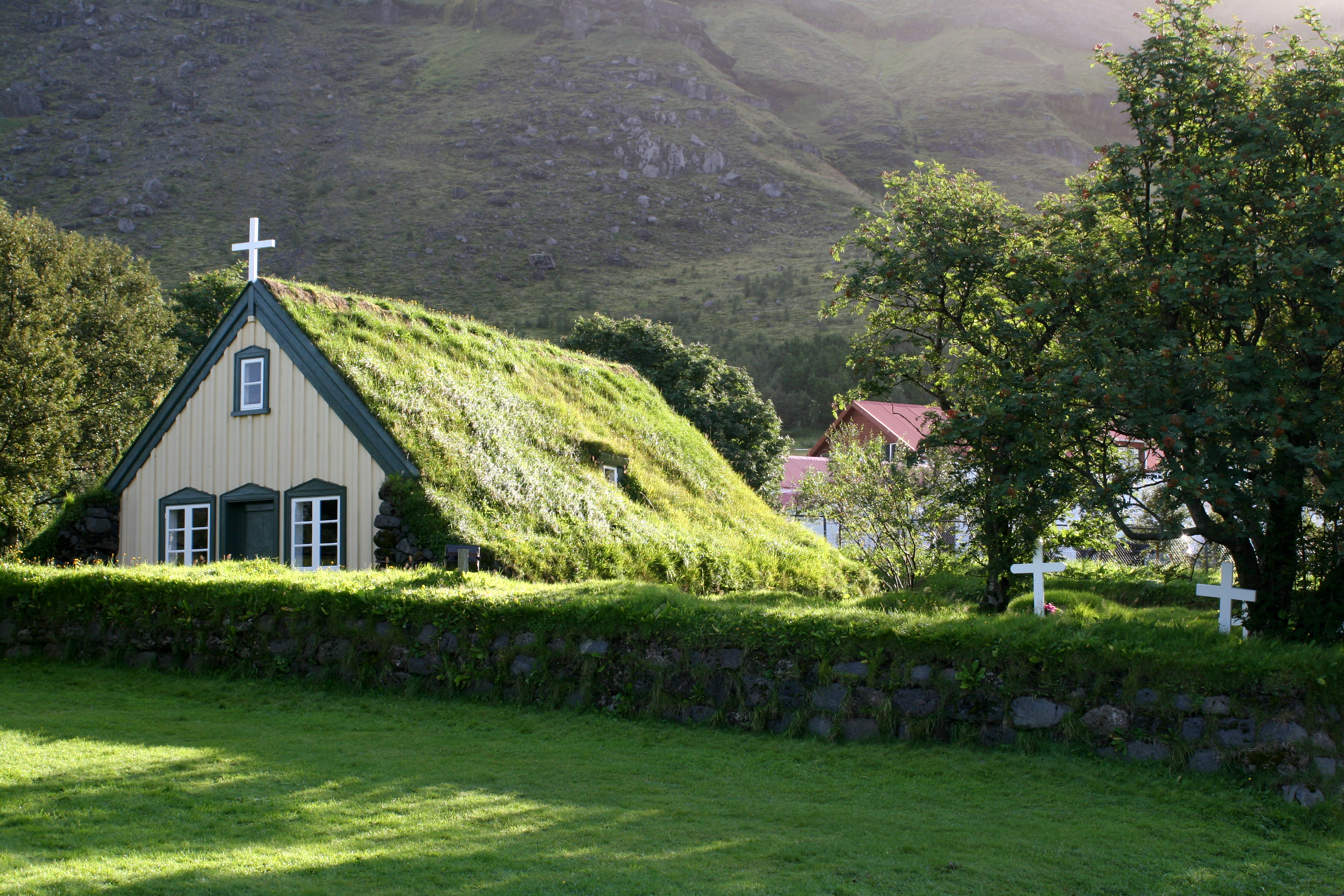
Iglesia en Islandia

El nuevo edificio de la Academia de Ciencias de California, que se encuentra en construcción en el parque Golden Gate de San Francisco tiene un techo verde que proveerá casi una hectárea de vegetación nativa designada para proteger algunas especies locales en peligro.
En Islandia existen numerosos techos verdes.
En la Ciudad Autónoma de Buenos Aires el gobierno permite una deducción de impuestos a las propiedades que cuenten con techos verdes.
En Chile hay ya varios proyectos con techos verdes, gracias al trabajo desde hace años de varias empresas y del gobierno al instaurar la ley de construcción sustentable y uso de áreas en altura. Sobre todo se destaca el uso de techos verdes en instalaciones de salud.
Ejemplo de un pequeño techo verde extensivo en Victoria, Canadá

### INFONAVIT (México)
Para fomentar la conciencia ecológica entre sus trabajadores y el público en general, el 7 de junio de 2011, el INFONAVIT inauguró la azotea verde más grande de Latinoamérica. Esta azotea verde tiene 5.000 metros cuadrados, gran variedad de plantas, 300 metros de pista para trotar y un espacio para ejercitarse en yoga.

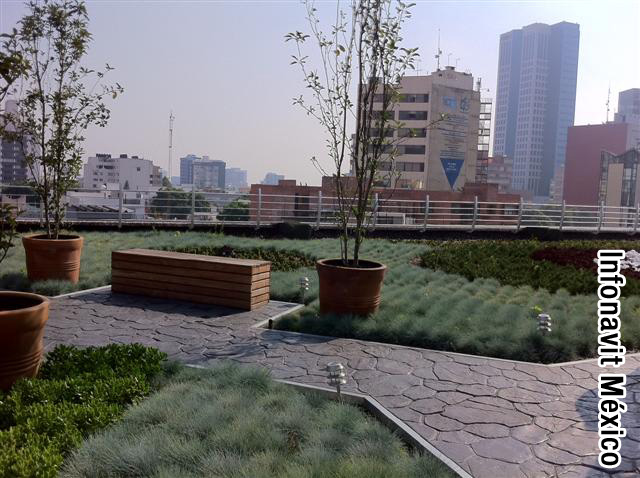
Techo verde de Infonavit.
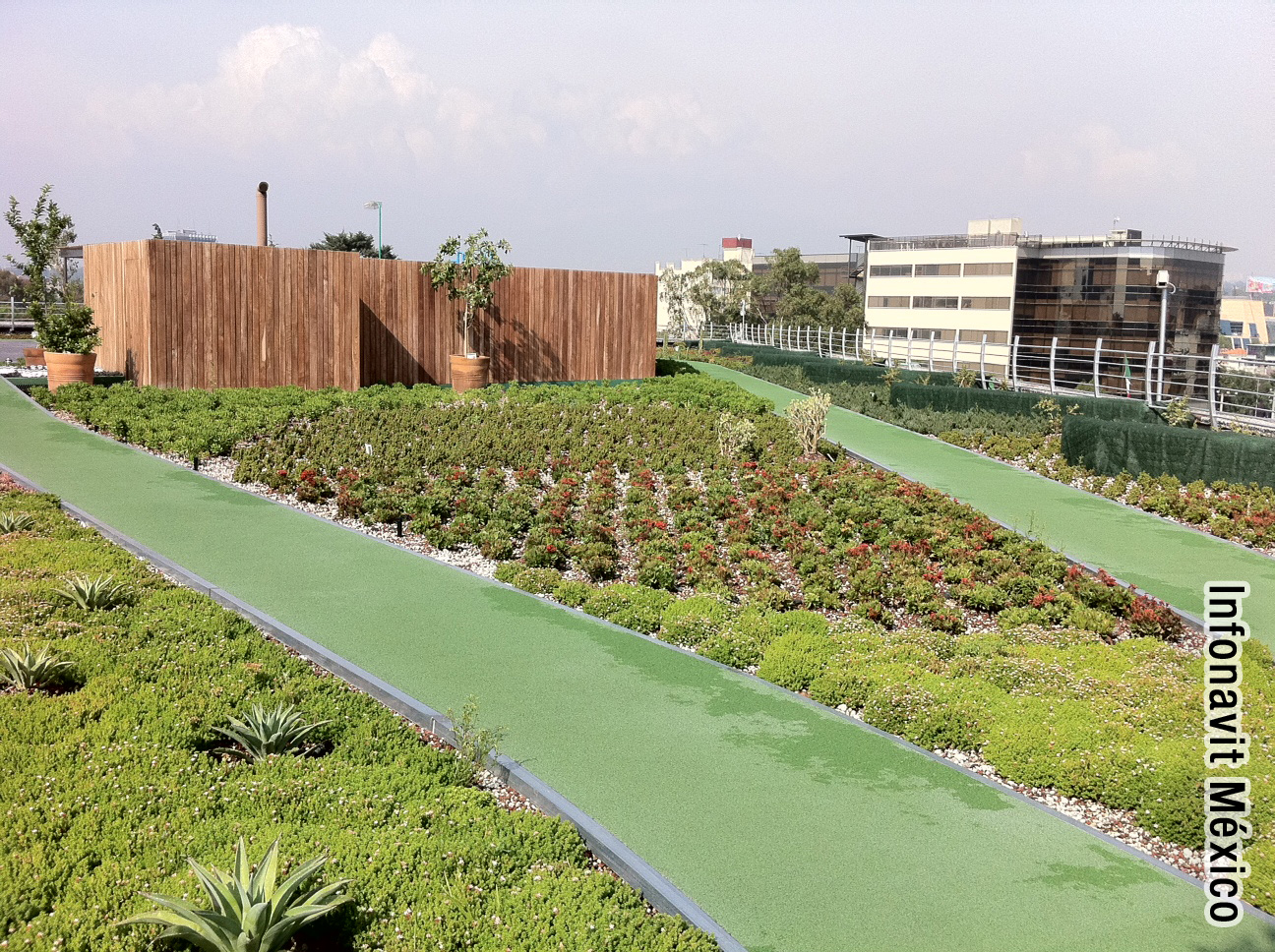
El techo verde más grande de América Latina

Los especialistas que desarrollaron el proyecto recomendaron un sistema para impermeabilización de cubiertas, resistente a raíces y libre de mantenimiento:
- Para drenar, una membrana de polietileno de alta densidad que funciona como sistema protector y de drenaje.
- Para la fijación perimetral una hoja metálica galvanizada recubierta.

## Consideraciones
Los techos verdes tienen mayores requisitos estructurales, muy especialmente los intensivos. Algunos edificios ya existentes no pueden ser modificados porque no soportarían el peso del suelo y vegetación. Los costos de mantenimiento pueden ser mayores según el tipo de techo. También es de importancia la impermeabilización al agua: instalar una adecuada capa impermeable y a prueba de raíces puede aumentar el costo de instalación.

## Construcción
Las cubiertas ajardinadas incorporan bajo la tierra una lámina geotextil anti raíces para evitar que filtraciones de arena puedan obstruir los drenajes, así como para impedir que las raíces de las plantas puedan dañar los elementos inferiores de la construcción. También suelen incorporar paneles de nódulos, que poseen relieves en forma de botón donde pueden embalsar una pequeña cantidad de agua. De esta manera, las plantas pueden acceder a esa reserva en temporadas secas. Bajo estas láminas se ubica el aislamiento térmico (normalmente paneles rígidos) para soportar el peso de la tierra y las plantas sin deformarse y la lámina impermeabilizante del propio edificio.